# 蘇阿雷斯山
蘇阿雷斯山（英語：Mount Suarez）是南極洲的山峰，位於瑪麗伯德地，處於諾維爾山以東，是范里斯冰川和羅比森冰川的分水嶺，海拔高度2,360米，美國地質調查局根據測量和美國海軍拍攝的空中照片繪入地圖，現時由南極條約體系管理。